# Pietro di Duisburg
Pietro di Duisburg o Dusburg (in tedesco: Peter von Dusburg, in latino: Petrus de Dusburg; 1250 circa – dopo il 1326) è stato un presbitero tedesco, cronista dell'ordine teutonico.
È noto per essere stato l'autore del Chronicon terrae Prussiae in cui descrisse possedimenti e caratteristiche dell'ordine e dei prussiani nel XIII secolo e i primi anni del XIV in Antica Prussia (attuale Polonia, Lituania e Russia).

## Biografia

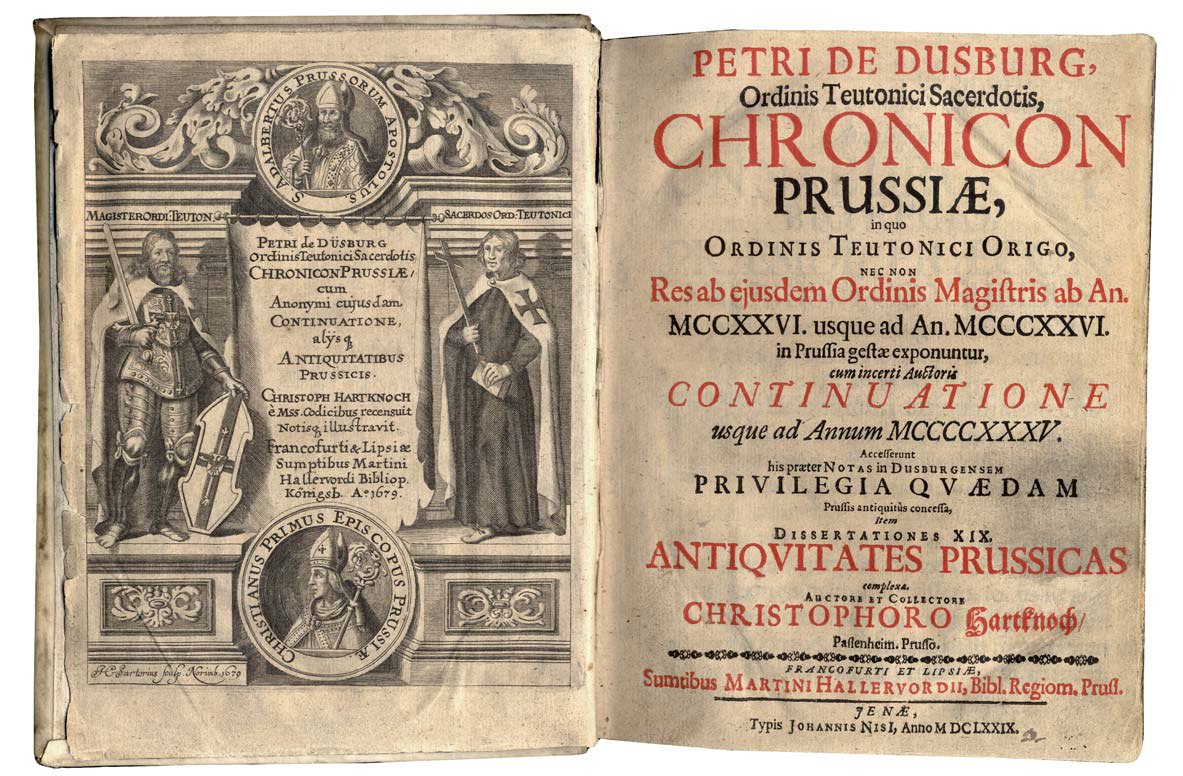
Copertina di una copia del Chronicon terrae Prussiae del 1679

La data di nascita e morte di Pietro sono incerte: nonostante ciò, gli storici stimano che sia vissuto tra la seconda metà del XIII secolo e il primo quarto del 14°. All'inizio si riteneva che fosse di Duisburg (Germania) e per questo in altri testi si faceva riferimento a lui chiamandolo "Pietro di Duisburg". Altre ricerche indicano che fosse invece originario di Doesburg, (Paesi Bassi).
Nel 1324, mentre probabilmente era a Königsberg, Pietro iniziò a lavorare al Chronicon terrae Prussiae su ordine del Gran Maestro Werner von Orseln, a cui venne poi dedicato il prodotto finito. Due anni dopo, il lavoro del latinista era quasi terminato ed è arrivato a includere anche le vicende iniziali della c.d. crociata livoniana. L'opera fu poi completata e revisionata qualche tempo dopo da altri autori, includendo anche eventi storici successivi fino al 1330.
Tra il 1331 e il 1335, Nikolaus von Jeroschin tradusse le cronache in lingua alto-tedesca media su disposizione del Gran Maestro Luther von Braunschweig.